# Sebastian Gorząd
Sebastian Gorząd (ur. 18 marca 1974 w Bielawie) – polski piłkarz grający na pozycji pomocnika.